# Gabriele Britz
Gabriele Britz (* 1. Oktober 1968 in Seeheim-Jugenheim) ist eine deutsche Juristin und Hochschullehrerin. Sie ist Professorin für Öffentliches Recht mit dem Schwerpunkt Verfassungsrecht an der Johann Wolfgang Goethe-Universität Frankfurt am Main. Sie war von 2001 bis 2024 Professorin für Öffentliches Recht und Europarecht an der Justus-Liebig-Universität Gießen und von 2011 bis 2023 Richterin des Bundesverfassungsgerichts.

## Leben und Wirken
Gabriele Britz absolvierte nach dem Abitur an der Wöhlerschule in Frankfurt am Main von 1987 bis 1992 ein Studium der Rechtswissenschaft an der Johann Wolfgang Goethe-Universität in Frankfurt und wurde dort 1993 zum Thema „Örtliche Energieversorgung nach nationalem und europäischem Recht unter besonderer Berücksichtigung kommunaler Gestaltungsmöglichkeiten“ promoviert. Das zweite Juristische Staatsexamen legte sie 1997 ab. Im Jahr 2000 wurde sie habilitiert, das Thema der Habilitationsschrift war: „Kulturelle Rechte und Verfassung – Über den rechtlichen Umgang mit kultureller Differenz“. Für ihre Arbeit erhielt sie 2001 den Heinz Maier-Leibnitz-Preis der Deutschen Forschungsgemeinschaft. Nach Stationen unter anderen an der Friedrich-Schiller-Universität Jena, der Universität Bielefeld und in Frankfurt war sie zwischen 2001 und 2024 Professorin für Öffentliches Recht und Europarecht an der Justus-Liebig-Universität Gießen. Zum Sommersemester 2024 folgte sie einem Ruf an die Johann Wolfgang Goethe-Universität Frankfurt am Main und ist seitdem Professorin für öffentliches Recht mit dem Schwerpunkt Verfassungsrecht.
Daneben engagierte sie sich in den Jahren 2001 und 2002 als Mitglied im UN-Ausschuss für die Beseitigung der Rassendiskriminierung (CERD). Von 2003 bis 2009 saß sie im Wissenschaftlichen Beirat des Zentrums für interdisziplinäre Forschung der Universität Bielefeld. 2004 bis 2006 füllte sie am Fachbereich Rechtswissenschaft der Justus-Liebig-Universität Gießen die Funktion einer Studiendekanin aus. 2009 bis 2010 war sie Dekanin des Fachbereichs. Von 2008 bis 2011 war sie Mitglied des Fachkollegiums Rechtswissenschaften der Deutschen Forschungsgemeinschaft.
Am 17. Dezember 2010 wurde sie vom Bundesrat auf Vorschlag der SPD als Nachfolgerin der im Januar 2011 aus dem ersten Senat ausgeschiedenen Christine Hohmann-Dennhardt als Richterin des Bundesverfassungsgerichts in Karlsruhe gewählt. Sie trat das Amt zum 2. Februar 2011 an. Während ihrer Amtszeit bereitete sie als Berichterstatterin in einer Vielzahl von Fällen zentrale Entscheidungen des Bundesverfassungsgerichts auf den Gebieten des Umwelt-, Familien- und Datenschutzrechts vor. So war sie insbesondere Berichterstatterin beim Klimabeschluss des Bundesverfassungsgerichts vom 24. März 2021. Am 17. April 2023 schied sie aus dem Bundesverfassungsgericht aus. Ihre Nachfolgerin wurde Miriam Meßling.
Gabriele Britz ist mit dem Kommunalpolitiker der Frankfurter Grünen Bastian Bergerhoff verheiratet. Aus der Ehe ist ein Sohn hervorgegangen.

## Auszeichnungen
- 2001: Heinz Maier-Leibnitz-Preis der Deutschen Forschungsgemeinschaft
- 2023: Großes Verdienstkreuz mit Stern und Schulterband des Verdienstordens der Bundesrepublik Deutschland[11]

## Schriften (Auswahl)
- Örtliche Energieversorgung nach nationalem und europäischem Recht. Unter besonderer Berücksichtigung kommunaler Gestaltungsmöglichkeiten (= Frankfurter Schriften zum Umweltrecht. Nr. 6). Nomos, Baden-Baden 1994, ISBN 978-3-7890-3397-1 (zugl.: Frankfurt (Main), Univ., Diss., 1993/94).
- Kulturelle Rechte und Verfassung. Über den rechtlichen Umgang mit kultureller Differenz (= Jus publicum. Nr. 60). Mohr Siebeck, Tübingen 2000, ISBN 978-3-16-147440-8 (zugl.: Frankfurt (Main), Univ., Habil.-Schr., 1999/2000).
- als Mitherausgeberin: Gabriele Britz, Johannes Hellermann, Georg Hermes (Hrsg.): Energiewirtschaftsgesetz: Kommentar. 3.  Auflage. C.H. Beck, München 2015, ISBN 978-3-406-64643-0.